# Atheneu Sergipense
O Colégio Estadual Atheneu Sergipense é uma instituição oficial de estudos secundários de Sergipe, localizado na sua capital, Aracaju.
Foi fundado no século XIX, em 4 de outubro de 1870, no governo do Dr. Francisco Cardoso Júnior, então presidente da Província de Sergipe, quando da regulamentação do ensino secundário, época em que o Brasil ainda era uma Monarquia; situação a qual enquadra o sistema de ensino aos ditames da época.
Assim, a instituição, inicialmente “Atheneu Sergipense”, foi o primeiro estabelecimento de Instrução Pública da Província de Sergipe. Seu primeiro diretor foi o Dr. Manoel Luiz Azevedo d’Araújo, que também era diretor da Instrução Pública da Província. Aracaju na época já se enquadrava como cidade após o ato de elevação de categoria e transferência de capital proposta por Inácio Joaquim Barbosa em 1855, antes apenas considerada como categoria de povoado de província, chamada antes de Santo Antônio de Aracaju.

## Da fundação
No dia 5 de novembro de 1870 foi organizada uma congregação para fim de tratar da confecção dos seus estatutos. Da mesma, segue-se uma comissão e se institui primeiramente que o Colégio seria composto de dois cursos diferentes - o de humanidades e o de escola normal.
No período de 3 de dezembro de 1925 a 16 de fevereiro de 1938 teve a denominação de “Atheneu Pedro II”. Em 1942, por força da Reforma Capanema, teve a denominação de Colégio Estadual de Sergipe, pelo Decreto nº 32, de 6 de maio de 1942.

## Sede
Hoje situado na praça Gracho Cardoso, em Aracaju, no bairro de São José, conta com uma clientela de aproximadamente 1.015 alunos pertencentes aos mais variados bairros e cidades de Sergipe, tais como: São Cristóvão, Nossa Senhora do Socorro, Barra dos Coqueiros, Carmópolis, Laranjeiras, Divina Pastora, Riachuelo, dentre outras.